# Cappella Cangiani
La Cappella Cangiani (intitolata a Maria di Costantinopoli) è una chiesa parrocchiale nel Rione Alto, sita in via Mariano Semmola, nel quartiere Arenella a Napoli.

## Storia

### Le origini: la cappella dei Cangiani
La cappella attorno a cui si formò il primo nucleo della chiesa risale al 1575, quando Antonio Cangiano (appartenente ad una famiglia che possedeva vasti possedimenti in zona, tanto che il luogo era noto appunto come Cangiani) costruì una cappella attorno ad una immagine votiva di origine bizantina da lui ritrovata e considerata miracolosa, dedicandola alla Vergine di Costantinopoli con la celebrazione di una messa festiva per sé e per i contadini dei dintorni.
Alla morte di Cangiano, per disposizione testamentaria dello stesso, la chiesetta con le case adiacenti passarono al Seminario Napoletano, con l'onore della messa festiva. Una lapide rinvenuta nel Novecento, durante i lavori per la costruzione della Polisportiva Pro Cangiani, informa che con "instrumento per notar Pietro Capasso ed assenso apostolico del 4 ottobre 1676 ed atti fatti nella rev.ma Curia Arcivescovile di Napoli per lo scrivano Don Giacinto Pazzaneto, le case sopraddette in territorio adiacente ad uso della cappella detta di S. Maria di Costantinopoli, senza cura, furono concesse dal Seminario Napoletano in enfiteusi perpetua a Don Benedetto Cuomo, segretario della Gran Corte della Vicaria per sé, suoi figli legittimi e naturali maschi e femmine ed eredi successori con il peso di annui ducati sette a beneficio di detto reverendo seminario e di far celebrare a sue spese una messa in ogni giorno di festa e di precetto, e di mantenere gli utensili necessari, con l'obbligo di rinnovare l'investitura di detta concessione ogni ventinove anni, da registrare negli atti della Curia di Napoli".
Dopo la morte di Cuomo, tuttavia, gli eredi non rinnovarono la concessione, e la curia affidò la gestione della cappella ad un sacerdote che abitava la casa sovrastante.
Carlo Celano, nel suo "Notizie del bello dell'antico e del curioso della città di Napoli" scrive: "Non ci resta che salire alla cima dei colli, traversando il piccolo casale dei Cangiani, nella cui chiesetta è da vedere una devota immagine di S. Maria di Costantinopoli".  Anche D'Aloe nel suo "Catalogo di tutti gli edifizi sacri della città di Napoli 1863" dice: "La Cappella dei Cangiani si trova detta a volte all'Infrascata o ad Antignano".
Nel Settecento la cappella Cangiani ospita l'eremita Jean Antoine Pellissier, detto Pellissario, originario della Valle d'Aosta.
Con l'allargamento dei confini cittadini proclamato dalla Repubblica Partenopea e confermato da Murat, cappella Cangiani diviene uno dei punti di riferimento per il confine del Comune di Napoli e più in generale come elemento topografico.

### Il novecento: una seconda chiesa
Nel 1878, con l'arrivo del canonico Federico De Maio, trentenne da poco ordinato sacerdote a Parigi, la chiesa, in pessime condizioni, fu restaurata e decorata; e il 17 dicembre 1904 fu acquistata dal marchese di Busceni, don Alfonso Tufarelli, assieme ad un suolo di fianco all'antica chiesa, ove fu costruito un nuovo luogo di culto, consacrato il 1º ottobre 1914. Pur non essendo di grandissime dimensioni (composta di una sola navata con soffitto a volta illuminato da sei finestroni), e nonostante l'importanza dell'area crescesse per la creazione del nuovo ospedale moderno di Napoli, la nuova chiesa (che, nel 1925, divenne parrocchia autonoma) soddisfaceva pienamente le esigenze della zona.

### Il boom edilizio del dopoguerra e la costruzione del moderno complesso parrocchiale
Ma tra gli anni sessanta e gli anni settanta del XX secolo lo sviluppo edilizio indiscriminato che portò alla costruzione del Rione Alto rese insufficiente la vecchia chiesa. Ne fu perciò costruita una terza, ad opera dell'architetto Alberto Izzo, che realizzò un vero e proprio complesso parrocchiale, in un terreno alle spalle della vecchia. La nuova chiesa fu costruita tra il 1969 e il 1974 e consacrata nel 1976 dal cardinale Corrado Ursi.
La nuova struttura di Izzo è caratterizzata da una struttura semplice e dinamica, scevra da ogni rigidezza compositiva, che mitiga la dirompente altezza degli edifici fiancheggianti la chiesa lungo via Mariano Semmola imponendosi non per mole o monumentalità, ma per il suo impianto attraverso particolari scorci prospettici capaci di riscattare l'intera zona.
Il fronte della chiesa è preceduto dal piazzale del grande sagrato. Il passaggio dalla città alla chiesa è graduato dal sagrato e dalla leggera rampa d'ingresso. Sulla destra svetta l'alto campanile (con le campane sistemate altrove) composto da due sottili e slanciati pilastri a L.
All'interno, la chiesa si articola in due aule assembleari sovrapposte. L'illuminazione naturale della navata è realizzata attraverso la grande apertura triangolare della facciata principale con una lunga vetrata multicolore. L'illuminazione è completata dalle alte feritoie da un lato e da piccole finestre dal lato opposto.
Il Crocifisso, opera di Michelangelo Naccherino è stato trasferito a Cappella Cangiani dalla trecentesca chiesa dell'Incoronata in via Medina.
Il complesso parrocchiale, fungendo anche da centro di aggregazione, ospita anche un cineforum, un piccolo teatro, un campo di basket e la sede della Polisportiva Pro-Cangiani.

## Cappella Cangiani durante la Resistenza
Cappella Cangiani è anche un luogo legato ad un episodio della Resistenza: il 22 agosto del 1943, infatti, si svolse nei pressi di essa (allora zona di aperta campagna) una riunione di 79 antifascisti di varie tendenze politiche (comunisti, socialisti, anarchici, membri del Partito d'Azione, liberali, soldati, marinai) per stringere le file del movimento clandestino ed organizzare la distribuzione del giornale Il Proletario, che si risolse con l'arresto di 49 dei partecipanti, denunciati al Tribunale Militare (che sotto Badoglio aveva sostituito il Tribunale Speciale). La polizia era stata informata da alcuni delatori.
L'assise di San Giacomo dei Capri-Cappella Cangiani (che rappresentò, comunque, la sfida più clamorosa alle Autorità della città) era stata infatti avversata dal Partito Comunista ufficiale, che la boicottò e si rifiutò anche di soccorrere gli arrestati, difesi invece dal Partito Socialista e dal Partito d'Azione. Adriano Reale e Rocco D'Ambra (membri del P.d'A.) riuscirono ad ottenere per gli arrestati l'ordine di scarcerazione, che fu riemesso a loro carico due giorni dopo. La maggior parte degli imputati riuscì a far perdere le proprie tracce, ma cinque di loro (Matania, Morano, Focone, Canevaro e Perillo) furono deportati dai tedeschi, per non tornare mai più.
Circa un mese dopo, durante le celebri Quattro giornate di Napoli, la zona fu teatro di scontri armati. A Cappella Cangiani il sergente di Marina Giuseppe Maenza, siciliano, rifiutò di obbedire al centurione della Milizia che voleva fargli abbandonare la 106ª batteria contraerea; rimasto solo a difenderla, uccise tre dei tedeschi che avanzavano e morì sotto il fuoco delle mitragliatrici; alla sua memoria è stata assegnata la Medaglia d'argento.